# Специјални резерват природе Засавица
Специјалан резерват природе Засавица је природни резерват стављен под заштиту државе 1977. године као природно добро I категорије од изузетног значаја. Резерват се простире у северној Мачви на територијама општина Сремска Митровица и Богатић. Ово је мочварно подручје са поплавним ливадама и шумама површине 1825 хектара уз речицу Засавицу дужине 33,1 km. Кроз овај резерват тече речица Засавица, поток Батар, канали Јовац и Прекопац и постоји веза са реком Савом. Укупна површина резервата је 1825 ха од чега је 675 ха у првој категорији заштите. Засавица се подземним путем напаја и водом из реке Дрине и гравитационо са планине Цер. Припада Црноморском сливу и једно је од од последњих изворно очуваних мочварних подручја, идући од севера ка југу Србије.
Станиште је више стотина птица, животиња и риба. У овом резервату обитава риба умбра, а од 2004. године и породице даброва, који су уништени пре око стотинак година у целој држави. 2005. године Природњачки музеј из Минхена даровао је 16 породица даброва који су се добро прилагодили у новој средини – неке породице већ су добиле принове, а све су већ изградиле сопствени дом – на води и под водом – у који у просеку уграђују 25–30 m³ дрва.
Природни услови у водотоку Засавица условили су да је овај простор насељен многим ретким биљним и животињским врстама, где се издваја присуство језичастог љутића (Ranunculus lingua), ребратице (Hottonia palustris), мочварне коприве (Urtica kioviensis), слатководног сунђера (Spongilla lacustris), ретке врсте олигохете (Rynchelmnis limnosela), подунавског мрмољка (Triturus dobrogicus), патке њорке (Aythya nyroca) и видре (Lutra lutra).
На Засавици је изграђен објекат за посетиоце – са више лежајева, а откако се дабар вратио одржавају се кампови природњака из Србије и више земаља Европе.
Засавица је и назив за напуштено речно корито, око доње Дрине, некада је била корито Саве, па Дрине, а данас је ван хидрографске функције, тако да је фосилно речно корито.